# Juan Brozzi
Juan Regis Brozzi (født 8. marts 1922, død 1987) var en fodbolddommer fra Argentina. Han blev berømt i Italien, da han ifølge AC Milans fans dømte til fordel for Santos under Intercontinental Cup i 1963.[kilde mangler]
Brozzi dømte flere internationale kampe i 1950'erne og 1950'erne, blandt andet bronzefinalen i Sverige i 1958 mellem Frankrig og Vesttyskland.